# Curt Eklund
Curt Hjalmar Eklund, född 16 juli 1917 i Västerås, Västmanland, död 16 september 2010 i Bursins, Vaud, var en svensk civilingenjör, industriman och vinproducent. Han drev tillsammans med sin hustru Gunhild Eklund vinslottet Château Bernadotte i Médoc åren 1973–1997.

## Biografi

### Bakgrund
Curt Eklund avlade studentexamen i Västerås 1937 och officersexamen 1940 vid Flygvapnet. 1942 blev han löjtnant och fortsatte tjänstgöra aktivt där till och med 1944. 1938 blev han studerande vid fackavdelningen för skeppsbyggnad vid Kungliga Tekniska högskolan i Stockholm och 1946 avlade han civilingenjörsexamen. Därefter började Eklund som direktörsassistent vid AB Svenska Transformatorfabriken i Linköping där han också var styrelseledamot. Han sätt även i styrelsen för Östgötakretsen av Svenska Ekonomföreningen.

### Château Bernadotte
Eklund började sin karriär som vinproducent med vingården La Banderolle i närheten av Genève. Han expanderade så småningom till Frankrike och köpte 1972 fem hektar odlingsmark i Bordeaux-trakten. Året därpå köpte Eklund tillsammans med sin fru det närliggande vinslottet Château Fournas i byn Le Fournas i Médoc. Makarna genomförde en omfattande renovering av slottet, källaren och vingården. De köpte ännu mera mark och 1981 täckte vinodlingarna 20 hektar. Slottet döptes om till Le Fournas Bernadotte, en hyllning till den svenska kungen Karl XIV Johan, och vinet såg ett rejält kvalitetslyft. 1997 sålde makarna Eklund slottet till grannen May-Éliane de Lencquesaing.

## TV-framträdanden
Curt Eklund hade tillsammans med sin maka Gunhild en framträdande roll i Följ med till Bordeaux där programledaren Carl Jan Granqvist besökte Château Bernadotte. Programmet sändes i SVT första gången den 29 december 1990.

## Familj

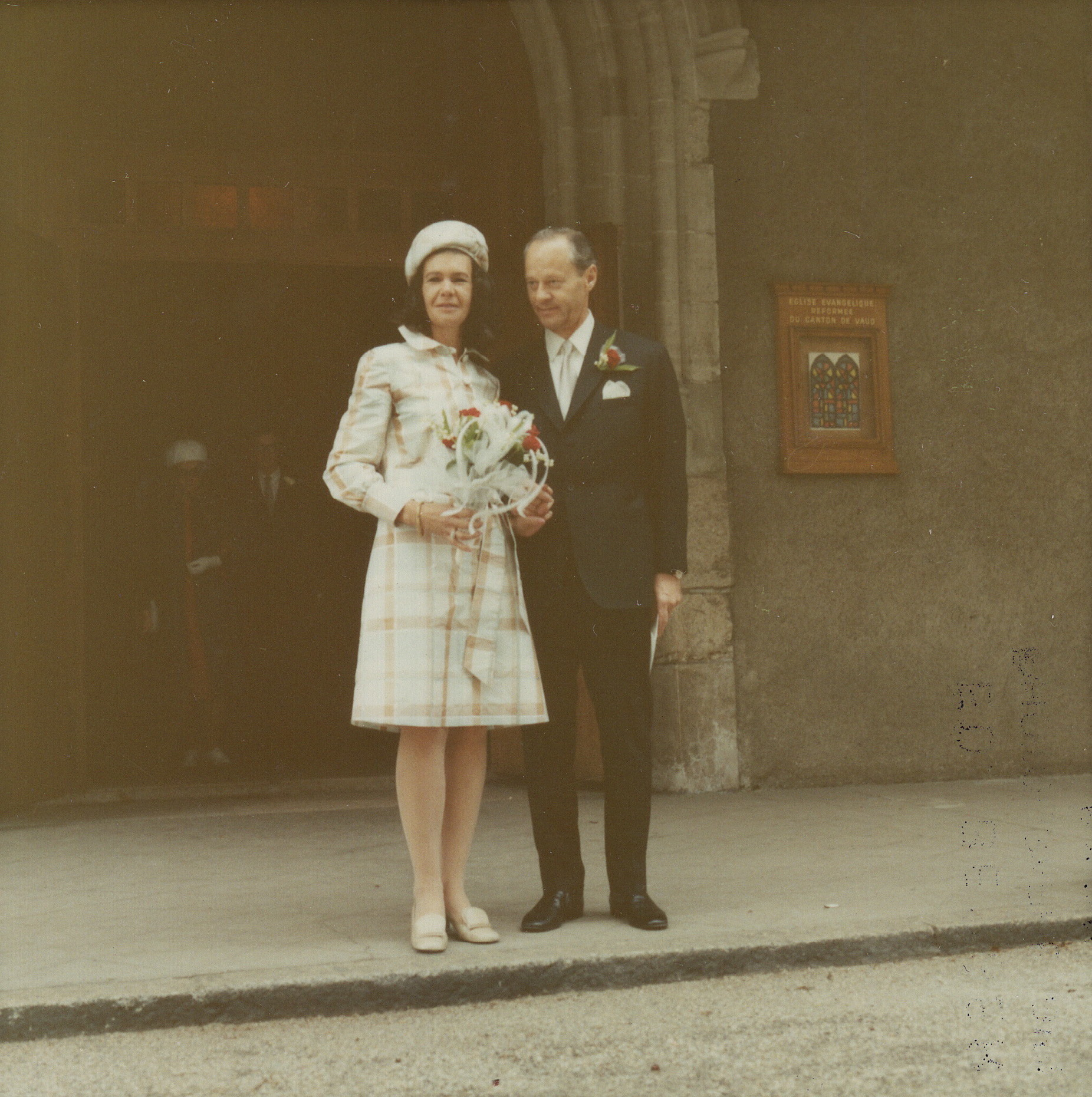
Gunhild och Curt Eklund vid deras vigsel, 1970.

Curt Eklund var son till Carl Hjalmar Eklund. Han gifte sig den 10 april 1943 i Linköping med Ulla Helene Lindström von Götz, dotter till ingenjören Arvid Lindström och Anne-Marie Mostad samt sondotter till konstnären Mauritz Lindström. Makarna fick tre söner tillsammans. Paret skiljde sig den 3 juli 1966. Den 6 maj 1970 gifte Eklund om sig i Nyon med Gunhild Levenius, dotter till överste Gunnar Levenius och Gertrude Lilljeforss samt syster till generalkonsuln Gertrude Carrington.

## Utmärkelser
- Riddare av Hederslegionen.
- Storofficerare av Italienska republikens förtjänstorden.